# Rory Hearne

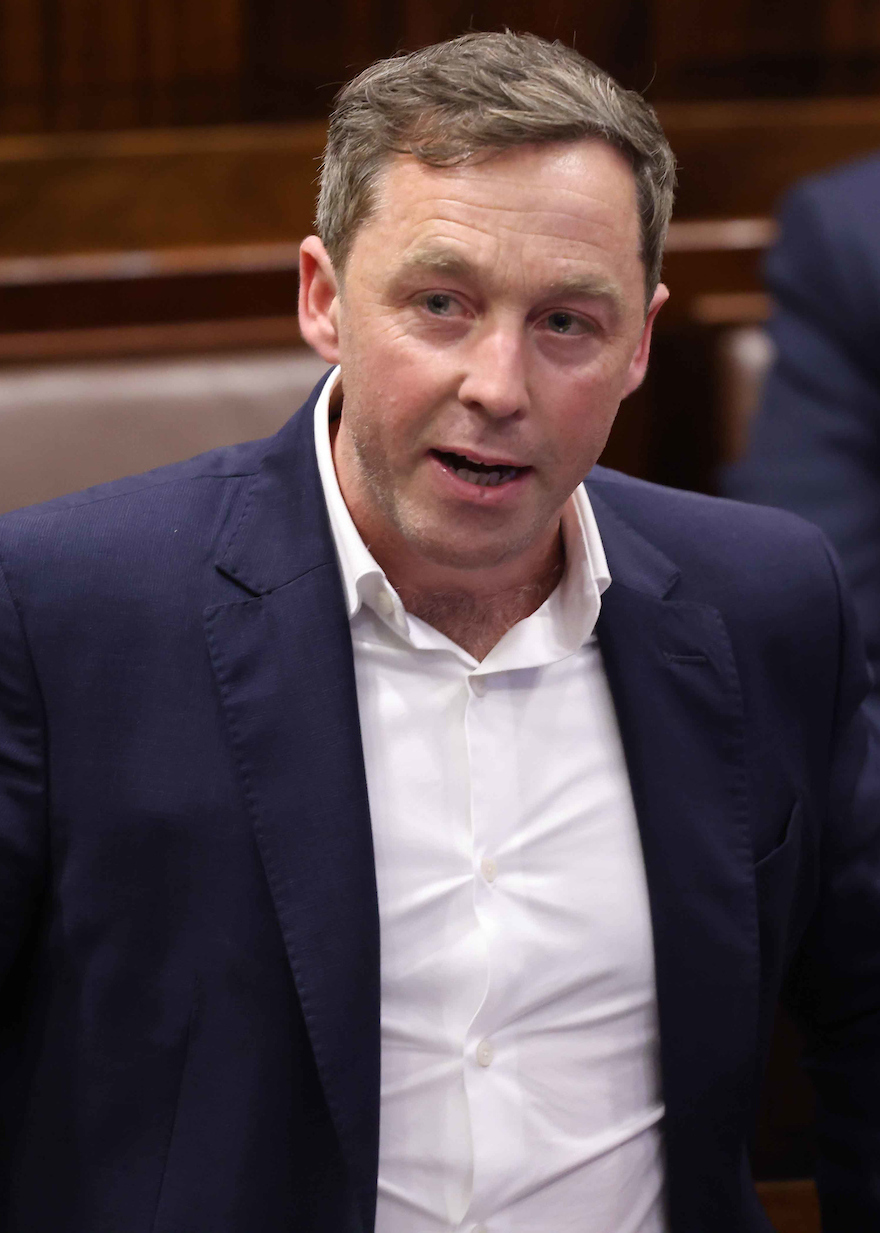
Rory Hearne (2024)

Rory Hearne (* 1978 oder 1979 in Irland) ist ein irischer Politiker der Social Democrats (Daonlathaigh Shóisialta), der seit 2024 Mitglied (Teachta Dála) des Dáil Éireann, des Unterhauses des Parlaments (Oireachtas), ist.

## Leben
Rory Hearne studierte am Trinity College Dublin Geographie und promovierte 2009. Er arbeitet als „Associate Professor“ im Bereich Sozialpolitik an der Maynooth University.
2005 gehörte er zu den Gründern der trotzkistischen Partei People Before Profit (PBP). Bei den Wahlen zum Dáil Éireann 2007 trat er dann für PBP im Wahlkreis Dublin South-East an, konnte jedoch nicht die erforderlichen Stimmen erreichen. 2011 trat er für drei Monate kurzfristig der Labour Party bei.
2016 versuchte er, über die Liste der National University of Ireland in den Seanad Éireann einzuziehen, was ebenso misslang wie der erneute Versuch 2020.
2024 trat er den Social Democrats bei und trat als Kandidat bei der Europawahl in Irland im Bezirk Midlands–North-West, jedoch auch ohne Erfolg, an. Bei den Wahlen zum Dáil Éireann 2024 gelang es ihm aber, die erforderlichen Stimmen für einen Sitz im Wahlkreis Dublin North-West zu holen.
In seiner wissenschaftlichen Tätigkeit hat er sich den Expertenstatus für die Wohnungskrise in Irland erarbeitet. Er gilt als Kritiker der irischen Wohnungsbaupolitik. Andere Themen, die er adressiert, sind der Klimawandel, Arbeitnehmerrechte und der aufstrebende Rechtsextremismus. 
Rory Hearne hat vier Kinder.

## Publikationen
- Rory Hearne: Housing shock. The Irish housing crisis and how to solve it. Bristol University Press 2020. ISBN 978-1-4473-5390-4
- Rory Hearne: Gaffs: Why no one can get a house, and what we can do about it. HarperCollins Publishers 2022. ISBN 978-0-00-852958-1